# Soul Train

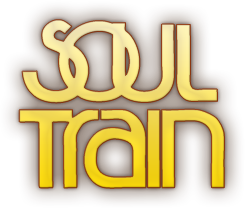
Logo

Soul Train was een Amerikaans muziek-, dans- en spelprogramma, enigszins vergelijkbaar met Toppop. Het werd uitgezonden van 2 oktober 1971 tot 27 maart 2006 en was met 1.117 afleveringen in 35 seizoenen het langstlopende programma in de Verenigde Staten. Dit record werd achtereenvolgens verbroken door Entertainment Tonight in 2016, en de Amerikaanse versie van Rad van Fortuin in 2018. 

## Achtergrond

### Ontstaansperiode
Soul Train werd in de late jaren 60 bedacht in Chicago door Don Cornelius uit behoefte aan een programma voor Afro-Amerikaanse muziek. Cornelius werkte destijds als nieuwslezer, reserve-dj en sportverslaggever bij de lokale radio en tv. Soul Train begon als een regionale talentenshow, maar door zijn veelvuldige promotie kreeg Cornelius toestemming om een tv-versie te maken. De eerste lokale uitzending was op 17 augustus 1970; gasten waren Jerry Butler en de zanggroepen Chi-Lites en The Emotions. 
Na een sponsordeal te hebben met gesloten met cosmeticagigant Johnson werd Soul Train vanaf 2 oktober 1971 in heel Amerika uitgezonden. Hoewel deze afleveringen in Los Angeles werden opgenomen bleef Cornelius nog enige tijd de versie in Chicago presenteren totdat secondant Clinton Ghent deze van hem overnam. De lokale versie werd in 1976 stopgezet en nog drie jaar wekelijks herhaald. 

### Programma-onderdelen
De optredende artiesten deden meestal twee nummers en werden tussendoor geïnterviewd. Ook kregen stand-upkomieken met regelmaat een platform; daarbij viel Richard Pryor in voor Cornelius aan het eind van het seizoen 1974-75. Sommige dansers in het programma zouden later zelf een zangcarrière beginnen; onder meer Jody Watley en Jeffrey Daniel van de r&b-groep Shalamar (in 1978 uitgekozen als nieuwe sessiezangers), Jermaine Stewart, MC Hammer en Carmen Electra.  

### Invloed
De reputatie van Soul Train reikte tot ver buiten de zwarte gemeenschap; artiesten als David Bowie, Average White Band en Gino Vannelli verschenen in het programma om hun soul-getinte nummers te promoten. Dick Clark van American Bandstand lanceerde in 1973 Soul Unlimited in een poging tot concurrentie. Cornelius vond dat Clark op deze manier de filosofie van Soul Train (een programma voor en door Afro-Amerikanen) ondermijnde, en samen met dominee Jackson zorgde hij ervoor dat Soul Unlimited na een paar afleveringen van het scherm verdween. Later maakten Clark en Cornelius samen een reeks tv-specials over soul-/r&b-artiesten.

### Spin-offs
- In 1985 kreeg Soul Train tijdelijk een Britse versie; 620 Soul Train werd een seizoen lang gepresenteerd door Jeffrey Daniel.
- In 1987 gingen de Soul Train Music Awards van start waarin prijzen werden uitgereikt in de Afro-Amerikaanse muziek en entertainment. Later kwamen er ook Comedy Awards, (alleen in 1993), Lady of Soul Awards (1995-2005) en Christmas Starfests (1998-2005).

### Vertrek Cornelius
Cornelius was vrij behoudend in zijn muzieksmaak en liet dat merken ook toen de hiphopscene in opkomst was. Dat hij rappers tolereerde was enkel vanwege hun populariteit bij het publiek. Cornelius vond hiphop geen positieve invloed hebben op de Afro-Amerikaanse cultuur, wat juist de insteek was van Soul Train. Net als veel welopgeleide generatiegenoten raakte Cornelius vervreemd van zijn eigen programma, en in 1993 trok hij zich terug als presentator; hij bleef nog wel een rol spelen achter de schermen.  Tekenend was dat het programma In Living Color een sketch maakte waarin Cornelius en Soul Train als relikwieën uit een ver verleden werden neergezet.

### Laatste jaren
Het zou tot 1997 duren voordat Soul Train weer een vaste presentator kreeg; dit waren achtereenvolgens Mystro Clark (tot 1999), Shemar Moore (2000-2003) en Dorian Gregory (2003-2006). Geen van allen konden zij de dalende kijkcijfers weer doen stijgen, en in 2006 viel het doek na 35 onafgebroken jaren. Soul Train werd nog twee jaar herhaald als Best of...-uitzendingen. 

### Pogingen tot doorstart
In mei 2008 verkocht Cornelius de rechten op het archief aan Madvision Entertainment. In 2009 verscheen een reeks dvd's en werden de Soul Train Awards na een jaar afwezigheid nieuw leven ingeblazen als samenwerking met Black Entertainment Television (BET). In 2011 kwamen de rechten in handen van een consortium onder leiding van basketballer Earvin 'Magic' Johnson; zodoende keerde Soul Train terug op Johnsons tv-zender Aspire. Cornelius verscheen in documentaires over het programma totdat hij in februari 2012 op 76-jarige leeftijd zelfmoord pleegde. In 2013 ging de Soul Train Cruise varen en verscheen het boek Soul Train: The Music, Dance, and Style of a Generation; schrijver en fan is Ahmir 'Questlove' Thompson, drummer van hiphopband The Roots.
Sinds 2016 is BET de eigenaar van de merknaam Soul Train.